# Cuatro cuartetos
Cuatro cuartetos (Four Quartets, en inglés) es el título con el que el poeta, dramaturgo y crítico anglo-estadounidense T. S. Eliot reunió en un libro cuatro de sus poemas largos. Los cuatro poemas habían sido publicados separadamente entre 1936 y 1942, siendo reeditados en 1943. Sus títulos y orden en el libro son los siguientes: Burnt Norton (1936), East Coker (1940), The Dry Salvages (1941) y Little Gidding (1942).
Cuatro cuartetos se trata de cuatro meditaciones interconectadas cuyo tema común es la relación del hombre con el tiempo, el universo y lo divino. Al describir su visión de lo divino en los poemas, Eliot combina su anglocatolicismo con la influencia de obras místicas, filosóficas y poéticas de las tradiciones religiosas y culturales tanto orientales como occidentales, con referencias al Bhagavad-Gita y a los presocráticos, así como a los místicos cristianos, Juan de la Cruz y Juliana de Norwich.

## Contexto
Mientras Eliot trabajaba en su obra de teatro Asesinato en la catedral, tuvo la idea de crear un poema estructurado de manera análoga a La tierra baldía. El resultado fue Burnt Norton que se publicó en 1936 en la edición Collected Poems 1909–1935. Eliot decidió entonces crear otro poema similar a Burnt Norton pero considerando una ubicación distinta. Esto dio lugar al segundo poema, East Coker, terminado y publicado por Pascua de 1940.
Mientras Eliot terminaba el segundo poema, estalló la Segunda Guerra Mundial que interrumpió el orden de su vida y entonces pasó más tiempo dando conferencias por Gran Bretaña e intentado ayudar en la guerra. Fue en esa época cuando comenzó a trabajar en The Dry Salvages, el tercer poema que terminó a finales de 1940. Se publicó en febrero de 1941 y Eliot inmediatamente comenzó a trabajar en el cuarto, Little Gidding. La salud de Eliot empeoró y tuvo que quedarse en Shamley Green para recuperarse. La enfermedad y la guerra afectaron su capacidad para escribir y cada borrador lo dejaba insatisfecho. Creía que el problema con el poema residía en él mismo y que había empezado a escribirlo demasiado pronto y rápido. Por septiembre de 1941 dejó de escribir y se concentró en sus conferencias. No fue hasta septiembre de 1942 cuando Eliot terminó el último poema y finalmente lo publicó.
Mientras escribía East Coker, Eliot pensó en crear un "cuarteto" de poemas que reflejaran la idea de los cuatro elementos y, vagamente, las cuatro estaciones. Así como las primeras cuatro partes de La tierra baldía se asocian cada una con uno de los elementos clásicos, lo mismo sucede con cada uno de los poemas de los Cuatro cuartetos. Sin embargo, la relación entre los poemas y las estaciones no es del todo respaldada por los especialistas. Eliot describe lo que entiende por "cuarteto" en una carta a John Hayward:
Todos estos poemas tienen una forma particular que he elaborado, y me parece que la palabra "cuarteto" ayuda a que la gente los entienda de la manera correcta (en cualquier caso, "sonata" es demasiado musical). Me sugiere la idea de crear un poema entretejiendo tres o cuatro temas superficialmente no relacionados: el "poema" es el grado de éxito en la creación de un todo nuevo a partir de ellos.

## Contenido
Aunque algunos estudiosos prefieren su trabajo anterior, el propio Eliot y gran parte de la crítica han considerado siempre Cuatro cuartetos su obra maestra; por otra parte, se trata del trabajo que le granjeó el Premio Nobel de Literatura (1948). La obra es representativa del gran conocimiento que tenía Eliot del misticismo y la filosofía orientales y occidentales.
Encabezados por dos citas de Heráclito, cada uno de los poemas hace referencia a una localización geográfica determinada con fuerte significación religiosa (para el propio Eliot o la colectividad). Los poemas están divididos en cinco secciones. Aunque se resisten a una caracterización fácil, cada uno comienza con una meditación, aparentemente en la localización geográfica citada en su título, sobre la naturaleza del tiempo y la trascendencia en algún aspecto relevante: teológico, histórico, filosófico, físico, y todo ello en relación con la condición humana. A la vez, cada poema se asocia a uno de los cuatro elementos fundamentales clásicos: aire, tierra, agua y fuego. A través de distintos procedimientos conceptuales y estilísticos, se alude siempre a las mismas ideas, que discurren enlazadas y solapadas entre sí en forma de variaciones, por lo que los poemas están abiertos a una diversidad de interpretaciones.
Los poemas están compuestos en un muy especializado verso libre, muy característico del rigor artístico de su autor, aunque todos ellos encierran cortas composiciones rimadas de tipo trovadoresco denominadas sextinas.

## Los poemas
- En Burnt Norton (una casa de campo de Gloucestershire que Eliot visitó en el verano de 1934; recrea el elemento "aire") el poeta se pregunta por el significado de las cosas que pudieron haber sido, de las posibilidades perdidas. A través de un esquema fuertemente simbólico, procedimiento que Eliot denominó correlato objetivo y que dominará en toda la obra, parecemos asistir a una escena decadente, los restos de una casa abandonada, un jardín con estanque, risas, vivencias infantiles, en una especie de alucinación eternalista, pero no accesible directamente para el observador; los niños que no están allí se asoman al estanque, se ocultan entre los arbustos. Se sugieren todas las maneras posibles en que la gente pudo caminar a través del jardín, junto a una danza que no podemos ver.

Allí estaban ellos, dignos, invisibles
moviéndose sin presión sobre las hojas muertas
en el calor del otoño, a través del aire vibrante

- En East Coker (un villorrio de Somersetshire, cerca del mar; figura el elemento "tierra")´, y tras citar el lema de la reina María Estuardo de Escocia "en mi principio está mi fin", se prolonga el inútil devaneo con el tiempo, su ignorada significación, enfocándose a través de una profunda disertación sobre la vida diaria que acaba desembocando en el desencanto de la vejez y del conocimiento intelectual.

porque uno ha aprendido a prevalecer sobre las palabras
sólo para aquello que uno ya no tiene que decir, o el modo
como uno ya no está dispuesto a decirlo.

La desazón induce al poeta, en palabras de José María Valverde, a «un discreto conservadurismo pesimista» alejado de la militancia religiosa. Hay visos de ello en este cuarteto:

Dije a mi alma: queda tranquila y espera sin esperanza

- The Dry Salvages (nombre de un grupo de islotes, con un faro, a lo largo de la costa nororiental de Cape Ann, Massachusetts) repite parecido procedimiento, pero centrándose en el elemento "agua", a través de sucesivas imágenes majestuosas del río y del mar.

Yo no sé mucho de dioses, pero creo que el río
es un fuerte dios pardo –huraño, sin domar, intratable,
paciente hasta cierto punto, al principio reconocido como frontera;
útil, poco de fiar como transportador de comercio;
luego sólo un problema para los constructores de puentes.

La voluntad intelectual y espiritualista se esfuerza otra vez en conciliar los contrarios:

pasado y futuro, conquistados y reconciliados

- Little Gidding (un pueblo de Huntingdonshire, conocido por una fundación religiosa levantada allí a principios del siglo XVII; el elemento "fuego") es el más reproducido de los cuartetos. Las imágenes se activan a partir de las propias experiencias de Eliot en la guerra, como vigilante durante los bombardeos aéreos alemanes. El poeta se imagina encontrarse al Dante en dicha tesitura. Dante le replica:

De agravio en agravio avanza el exasperado
espíritu, a no ser que lo restaure ese fuego purificador
donde hay que moverse según medida, como un bailarín.

Cuatro cuartetos no se puede entender sin referencia al pensamiento, a las tradiciones y a la historia cristianos. Eliot basa su poética en la teología, el arte, el simbolismo y la obra de figuras tales como Dante, San Juan de la Cruz o la escritora mística inglesa Juliana de Norwich. La «comunión más profunda» anhelada en East Coker, la alusión a niños desamparados, a la enfermedad, la vejez y la ardua exploración que conduce al hogar, han de interpretarse inevitablemente como la trayectoria del peregrino a lo largo de su camino de perfección.

## Interpretaciones
Mientras que para el crítico C. K. Stead (Pound, Yeats, Eliot and the Modernist Movement, 1986), la obra exhibe la pérdida del vigor poético anterior por parte de un Eliot víctima de sus propios problemas y de las tensiones históricas de los años 30, David Perkins, en su A History of Modern Poetry (1976), afirma que Cuatro cuartetos «es la mejor secuencia de poemas largos compuesta en nuestro siglo». 
La profesora inglesa Helen Gardner dedicó, por su parte, un libro (The Art of T. S. Eliot, 1949) a estudiar las profundas analogías con el arte de la música que encierran estos poemas eliotianos. Valoraba, por tanto, en Eliot el deseo de someterse a la disciplina de unas leyes poéticas estrictas. Al abordar los pasajes más oscuros de la obra, sostenía que «con el sentido, es preferible angustiarse poco que mucho», por lo que animaba al lector a «seguir leyendo, preferiblemente en voz alta, para así hallar el sentido a través de la propia lectura».

## En castellano
Según el estudioso y traductor de la obra Esteban Pujals, tras la primera meditación temporal, en una segunda sección se refleja la experiencia adulta en términos generalmente de insatisfecha temporalidad. En una tercera, se representa la vía purgativa, que despoja el alma de las cosas terrenas, y en un cuarto “movimiento” una invocación a la redención y la intercesión divina. En el cierre de los cuatro poemas se identifica la dificultad de la perfección artística con la salud espiritual.
En esta obra, sigue Pujals, al revés que en otras anteriores, como la muy coloquial La tierra baldía, predominan los sustantivos abstractos y los versos están dominados por una férrea línea discursiva y lógica que encuentra ecos en los viejos racionalismos europeos de los siglos XVII y XVIII.
Vicente Gaos, en el prólogo a la primera traducción de esta obra (1951), mostró gran admiración por la simetría y la disciplina del conjunto, relacionada con el prestigio adquirido durante la posguerra por el discurso lógico y el resurgir de las formas poéticas tradicionales.
Para el antirreligioso Luis Cernuda, aunque gran admirador del poeta inglés, el libro estaba dominado por un incómodo «temperamento puritano» (ensayo Goethe y Mr Eliot, 1959). De parecida opinión era el poeta Claudio Rodríguez.
El mexicano Octavio Paz hace ver en su ensayo sobre el propio Cernuda La palabra edificante, que el Eliot de Cuatro cuartetos fue el escritor vivo que ejerció más influencia sobre el poeta sevillano. Sobre Eliot escribe que, después de La tierra baldía, vertió su poesía en moldes cada vez más tradicionales, lo que sirvió de modelo a Cernuda.

Yo no sabría decir si esta actitud de regreso, en Cernuda y en Eliot, benefició o dañó a su poesía; por una parte, los empobreció, ya que sorpresa e invención, alas del poema, desaparecen parcialmente de su obra de madurez; por la otra, tal vez sin ese cambio habrían enmudecido o se habrían perdido en una estéril búsqueda, como sucede aún con grandes creadores como Pound y Cummings. Y ya se sabe que no hay nada más monótono que el innovador de profesión.

Para uno de sus mejores traductores, José María Valverde, Cuatro cuartetos supone el gran fruto de la época eliotiana posterior a La tierra baldía y Miércoles de Ceniza. Se trata de un conjunto de «meditaciones líricas menos vanguardistas y más doctrinales que La tierra baldía, pero quizá más bellas y aun con trozos de auténtica redondez musical».
La última traducción (Barcelona: Lumen, 2016) es de Andreu Jaume, y se distingue de las demás en aportar un amplio corpus de notas donde se descubre la riquísima intertextualidad del texto.

## Legado
La compositora tardosoviética Sofiya Gubaidúlina, tomando los textos de Cuatro cuartetos, compuso su Hommage a T.S. Eliot, para soprano y octeto (1987).

### Traducciones completas al castellano
- [La del argentino Arturo Fruttero (1949), versión recientemente descubierta, que se constituye en la primera en esta lengua.]
- [La del español Vicente Gaos (1951)]
- [La del argentino J. R. Wilcock (1956)]
- [La del español José María Valverde (1978)]
- [La del español Esteban Pujals (1988)]
- [La del mexicano José Emilio Pacheco (1989)]
- [La del español Jordi Doce (2001)]
- [La del español Andreu Jaume (2016)]

En línea, puede consultarse la versión de Jesús Placencia
- Cuatro Cuartetos, en traducción de Jesús Placencia

### En inglés
- Wikiquote alberga frases célebres de o sobre Cuatro cuartetos.
- Encyclopedia Britannica's guide to the Nobel Prizes
- The Four Quartets Online Archivado el 25 de febrero de 2009 en Wayback Machine.
- T.S. Eliot lee su poema "Burnt Norton"

- Datos: Q2468448